# Ella (Sri Lanka)
Ella (Tamil: எல்ல; Singhalesisch: ඇල්ල für „Wasserfall“) ist eine Kleinstadt im Hochland von Sri Lanka. Sie liegt umgeben von Teeplantagen auf einer Höhe von rund 1000 m. Gemäß Volkszählung hatte sie 2012 rund 45.000 Einwohner.

## Geografie
Ella liegt rund 22 km südlich der Provinzhauptstadt Badulla, 54 km südöstlich von Nuwara Eliya sowie 127 km östlich des heiligen Bergs Adam’s Peak.
Die Stadt ist bekannt für die sie umgebenden Landschaften, wie den Bergregenwald und die Teeplantagen.

## Tourismus
Ella hat sich zu einem beliebten Ziel für Individualtouristen entwickelt. Eine Attraktion und zugleich Ziel für Wanderungen ist der über dem Wellawaya-Ella-Kumbalwela Highway gelegene Felsen Ella.
Eine weitere Besonderheit ist der rund 127 km westlich gelegene Adam’s Peak.